# Montcuq
Montcuq ist eine Ortschaft und eine Commune déléguée in der französischen Gemeinde Montcuq-en-Quercy-Blanc mit 1.220 Einwohnern (Stand: 1. Januar 2018) im Département Lot in der Region Okzitanien. Durch Montcuq führt der Fernwanderweg GR 65, welcher weitgehend dem historischen Verlauf des französischen Jakobsweges Via Podiensis folgt.

## Geografie
Montcuq liegt im Gebiet Quercy-Blanc, dem Gebiet des Zusammenflusses von Garonne und Tarn, das eine von vielen Flusstälern durchschnittene Kalksteinhochfläche bildet. Der Ort liegt auf einem grünen Hügel oberhalb des Flüsschens Barguelonnette und wird von dem viereckigen Turm der ehemaligen Festung gekrönt. Während der alte Ortskern auf dem Hügel liegt, zieht sich der neuere Teil mit Industriegebiet entlang des Flusses.

Die nächste Stadt ist Cahors, man erreicht sie in nordöstlicher Richtung über die D653 nach circa 28 Straßenkilometern.
Die nächsten französischen Großstädte sind Toulouse (84 km) im Süden, Bordeaux (153 km) im Nordwesten und Montpellier (228 km) im Südosten.

## Geschichte
Der Ort ist gallo-römischen Ursprungs. Im 12. Jahrhundert war er Hauptort einer von Raymond VII., Graf von Toulouse, vergebenen Kastellanei. Nach dem Vertrag von Meaux von 1229 wurden Burg und Schloss von Montcuq auf Befehl des französischen Königs geschleift. Übrig blieb nur der noch heute sichtbare Turm. Im Hundertjährigen Krieg und in den Religionskriegen wurde Montcuq mehrfach zerstört.
Die Gemeinde Montcuq wurde am 1. Januar 2016 mit Belmontet, Lebreil, Sainte-Croix und Valprionde zur Commune nouvelle Montcuq-en-Quercy-Blanc zusammengeschlossen und hat seither dort den Status einer Commune déléguée. 

## Jakobsweg (Via Podiensis)
Durch Montcuq führt der Fernwanderweg GR 65, welcher weitgehend dem historischen Verlauf des französischen Jakobsweges Via Podiensis folgt. Im Ort gibt es eine Pilgerherberge (französisch: Gîte d'étape), Hotels und Privatzimmer (französisch: Chambre d'hôtes), sowie einen Campingplatz und eine Touristeninformation. 
Der Weg führt weiter durch die Ausläufer der Hochebene Causse du Blanc, welche jetzt von vielen kleinen Bachläufen durchschnitten wird, zum nächsten größeren Ort Lauzerte. Diese Bäche fließen zum Tarn, welcher schon bald in die Garonne mündet. Die Landschaft ist geprägt durch sanfte Hügel, auf denen Obst- und Gemüsebau betrieben wird. Weitere Unterkünfte auf dem Weg nach Lauzerte befinden sich in Lubrugade, von wo eine Variante zurück zum GR 65 führt, und in Montlauzun. Als Straßenverbindung führt die D953 nach Lauzerte.

## Sehenswürdigkeiten
- Kirche Eglise de Rouillac aus dem 12. Jahrhundert mit romanischen Wandmalereien im Chor
- Reste der Befestigung mit dem Tour de Montcuq, einem 30 Meter hohen Turm mit fast zwei Meter mächtigen Mauern aus dem 12. Jahrhundert
- Schloss Charry aus dem 15. und 17. Jahrhundert

## Städtepartnerschaft
- Cinigiano, in der Provinz Grosseto in Italien